# Periurbano Este-Campiña
Periurbano Este-Campiña es uno de los diez distritos en que está dividida administrativamente la ciudad de Córdoba (España) y el único junto a Periurbano Oeste-Sierra de carácter periurbano. Como su nombre indica, comprende la zona este del municipio, abarcando los núcleos de población de Cerro Muriano, Alcolea y Santa Cruz, correspondiéndole el territorio que queda al sur del río Guadalquivir en el tramo comprendido entre el puente de Andalucía y el límite municipal con Almodóvar del Río; al este del límite municipal con Almodóvar del Río en dirección sur desde el río Guadalquivir, al este del límite municipal con Guadalcázar, La Carlota y la Victoria; al norte del límite municipal con la Rambla, Fernán Núñez, Montemayor,
Espejo y Castro del Río; al oeste del límite municipal con Cañete de las Torres, Bujalance, El Carpio, Villafranca y Adamuz; al sur del límite municipal con Obejo y Villaviciosa hasta la carretera de Villaviciosa en dirección este. 